# Gerbrandytoren

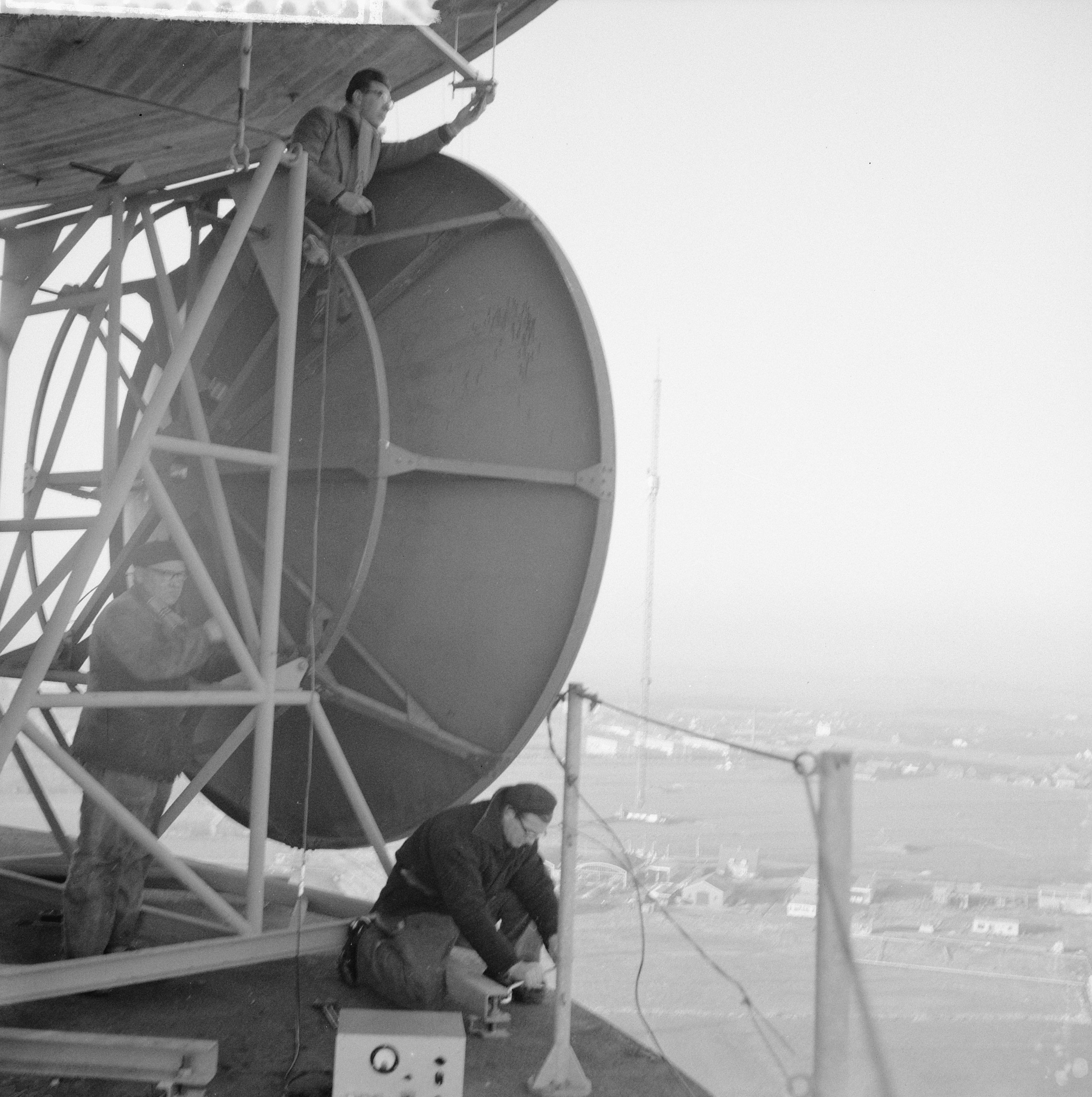
Januari 1961, de straalontvanger wordt gericht op de straalzender in Hilversum. Op de achtergrond de oude tv-zendmast.

De Gerbrandytoren, ook wel bekend als Zendmast Lopik, is een betontoren met zendmast in het Nederlandse IJsselstein voor radio- en televisie-uitzendingen, (mobiele)telecommunicatie en dataopslag. De eerste televisiezender in de toren werd op 17 januari 1961 in gebruik genomen. De toren is op 9 mei 1961 ceremonieel geopend door koningin Juliana. Met ruim 366 meter is de Gerbrandytoren de hoogste constructie in Nederland.

## Naamgeving
De toren werd in 1965 genoemd naar oud-minister-president mr. P.S. Gerbrandy, door toedoen van het dispuut N.A.T. van de studentenvereniging S.S.R. Utrecht.
De mast wordt ook nog 'mast van Lopik' genoemd, hoewel hij in IJsselstein staat. In de jaren zestig was radio (middengolf) een belangrijker medium dan televisie en werd de radiomast bij Lopik vaker in uitzendingen genoemd dan de televisietoren in IJsselstein. Daardoor kreeg de 'mast van Lopik', die een kilometer zuidwestelijker stond, een grotere naamsbekendheid.

## Voorgeschiedenis
Al in de jaren 1920-1930 was bekend dat het gebied even ten zuiden van de stad Utrecht de centrale plek qua radiodekking in Nederland was en daarmee een goede kandidaat voor de plaatsing van een zendmast. Onder meer in Jaarsveld werd een radiozendmast gebouwd (1937). In 1941 werd deze vervangen door de middengolfzender Lopik bij Lopikerkapel (gesloopt in 2015).
Rond 1951 werd, met de komst van televisie in Nederland, in IJsselstein een stalen televisiemast bij het Paardenveld gebouwd met een totale hoogte van zo'n 220 meter. Ter vervanging van deze mast startte in 1958 de bouw van de Gerbrandytoren, die na de gereedkoming in 1961 zowel radio als televisie zou gaan uitzenden.
Op vrijdag 20 juni 1958 werd door het gemeentebestuur van IJsselstein bekendgemaakt dat zij het eens waren met toepassing van artikel 20 van de Wederopbouwwet. Hiermee gaven ze een vergunning aan de heer ir. Hendrik J.J. Engel, die destijds werkzaam was als directeur van de afdeling constructie van de Rijksgebouwendienst. Met de vergunning gaven ze toestemming voor het oprichten van een radiotoren op de percelen grond langs de Hogebiezen in de gemeente IJsselstein, met de kadastrale nummers C 780, 779 en 775. Het bouwplan was vanaf 21 juni 1958 tot en met 5 juli 1958 ter inzage beschikbaar in het gemeentehuis van IJsselstein. Belanghebbenden konden tot en met 5 juli 1958 bezwaar maken tegen het bouwplan, zowel mondeling als schriftelijk.

## Constructie
Het bouwwerk bestaat uit een circa 100 meter hoge betonnen toren met een getuide stalen buismast van 266 meter. De voet van de buismast staat op 90 meter hoogte in de toren op de meters dikke draagvloer van de 23e verdieping. De hoogte van de toren met buismast is dus: 90 + 266 meter = 356 meter boven het maaiveld. Boven op de buismast staat nog de circa 10 meter lange vierkante steel spine (stalen kolom) met de witte antennedozen, de totale hoogte van de Gerbrandytoren is daarmee ruim 366 meter.
De totale hoogte van de Gerbrandytoren was oorspronkelijk 350 meter. 
In september 1962 werden er boven op de mast antennes gemonteerd ten behoeve van het tweede net en  het semafoonnetwerk, waarmee de totale hoogte 382 meter werd. De toren werd daarna het hoogste bouwwerk van West-Europa.
In het voorjaar van 1987 werd het in 1962 geplaatste antennedeel geheel verwijderd. Om ruimte te creëren voor de semafoonantennes is daarna de stalen buismast met 6 meter verlengd tot een hoogte van ruim 356 meter boven het maaiveld. Daarop kwam nog een 1,6 meter dikke en 18,7 meter lange rood-wit gekleurde, met glasvezelversterkte kunststof cilinder te staan, met daarin de UHF-zendantenne voor Nederland 2 en 3. De totale hoogte werd daarmee teruggebracht tot circa 375 meter.
Het gebouw telt 25 verdiepingen en staat op een fundering van 132 heipalen van 12 meter lengte. Het betonnen deel van de Gerbrandytoren weegt 8000 ton. De binnendiameter van de betonnen toren bedraagt 10,3 meter en de torenwand is 30 centimeter dik. De grootste diameter bordessen en ringen bedraagt 17,6 meter. De betonnen vloer van de bovenste verdieping bestaat uit staal en glas, en bevindt zich op een hoogte van 96 meter. Naast trappen is het betonnen deel van de toren voorzien van een lift, waarmee de top van de betonnen toren te bereiken is.
De stalen buismast heeft een diameter van 2 meter en weegt 235 ton. De buismast wordt door tuidraden gestabiliseerd. De wanddikte van deze stalen mast varieert tussen de 10 en 14 millimeter. De buismast is voorzien van een (kleine) lift, waarvan de ingang zich op een hoogte van 96 meter bevindt en het hoogste stoppunt op 335 meter hoogte ligt. Op 218 meter hoogte is een halte voor de reportagecabine. De top van de mast is bereikbaar via een stalen ladder. De mast is op 155, 226, 297 en 350 meter hoogte aan drie kanten voorzien van tuidraden. De tuidraden zijn op de grond bevestigd aan de drie tuiblokken, elk met een gewicht van circa 1000 ton. Ze zijn voorzien van een dubbele omheining tegen sabotage.

## FM-radio
In het najaar van 1960 werden er in de toren twee FM-zenders geplaatst voor de publieke omroep, elk met 50 kW vermogen. Op 10 december 1960 werd gestart met uitzenden. Vanaf 12 juni 1963 is er in de toren geëxperimenteerd met stereofonie en wordt er sinds 31 maart 1969 officieel in stereo uitgezonden.
Anno 2025 worden de volgende zenders doorgegeven:
- NPO Radio 1 98,9 MHz
- NPO Radio 2 92,6 MHz
- NPO 3FM 96,8 MHz
- NPO Klassiek 94,3 MHz
- Radio 538 101,9 MHz
- Radio 10 97,8 MHz
- BNR Nieuwsradio 100,1 MHz
- Qmusic 100,7 MHz
- Sky Radio 101,5 MHz
- Yoursafe Radio 90,7 MHz
- Radio M 93,1 MHz

## Digitalisering
De analoge televisiezendantenne met horizontale polarisatie van KPN Broadcast Services op het topje van de zendmast was sinds december 2006 buiten gebruik en is vervangen door een nieuwe antenne voor digitale DVB-T en (Digitenne) uitzendingen met verticale polarisatie. Naar aanleiding van het succesvol inkorten van de televisietoren Goes heeft een gespecialiseerd helikopterbedrijf op 2 augustus 2007 met een Super Puma helikopter de oude antenne naar beneden gebracht en de nieuwe geplaatst. De oude antenne-koker woog ruim 8000 kilo. Sinds het plaatsen van de nieuwe antenne is de Gerbrandytoren 9 meter korter: 366 meter. Hiermee is de toren nog altijd hoger dan de Eiffeltoren (330 meter).

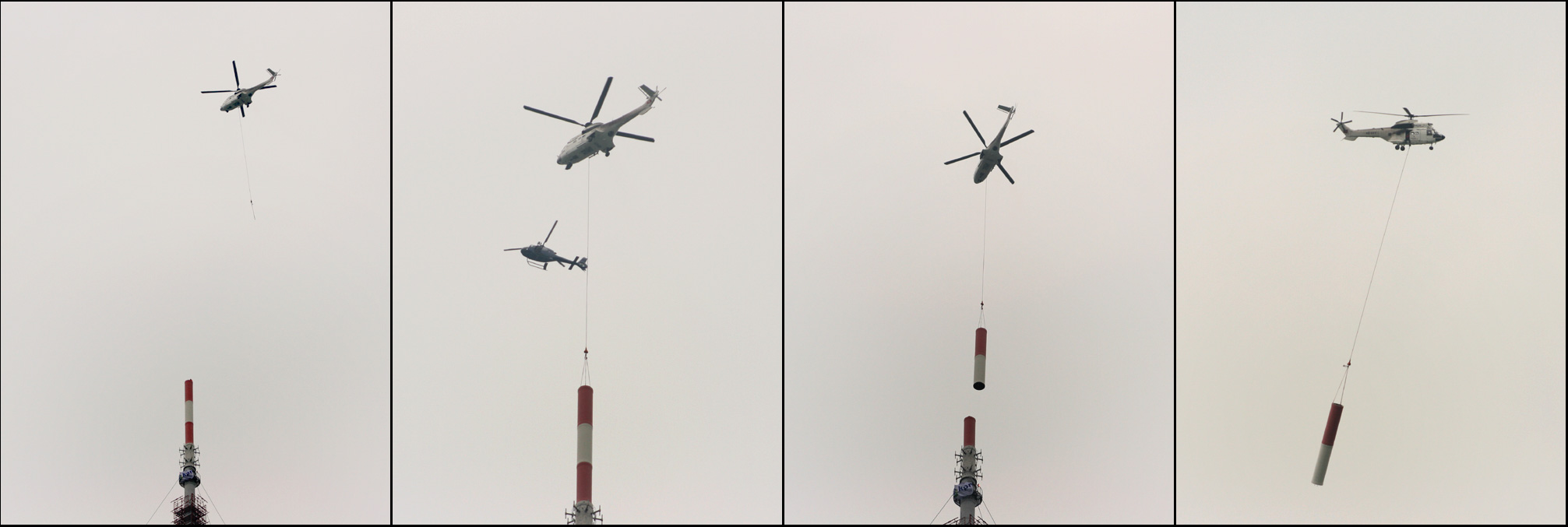
Op 2 augustus 2007 werd de oude analoge televisieantenne verwijderd

#### DAB+
De publieke omroep is in maart 2004 gestart met het uitzenden van radioprogramma's via T-DAB vanuit de toren. De radioprogramma's van de publieke omroep zijn sinds 14 oktober 2013 slechts via DAB+ te beluisteren. Dit is een verbeterde versie van T-DAB. Sinds 1 september 2013 zijn ook de commerciële landelijke omroepen via DAB+ te beluisteren. DAB+ is de digitale opvolger van FM-radio.

## Eigendomsverhoudingen
De toren was tot aan de privatisering van de PTT rijkseigendom. De mast en omroepzenders waren tot begin 2005 in handen van de nv Nozema, waarvan de Nederlandse Staat meerderheidsaandeelhouder was. 
Sindsdien is er sprake van een ingewikkelde eigendomsconstructie: het juridische eigendom van de mast en toren ligt bij Cellnex Telecom (voorheen Alticom). Over de stalen mast heeft NOVEC contractueel het economische eigendom. Terwijl de grond waarop het geheel staat, exclusief de eerste 3 meter direct rond de betonnen toren, van KPN is. De omroepmasten van NOVEC zijn na de brand in de zendmast van Smilde in 2011, begin 2012 ondergebracht in een aparte Omroepmasten B.V.

## Kerstboom

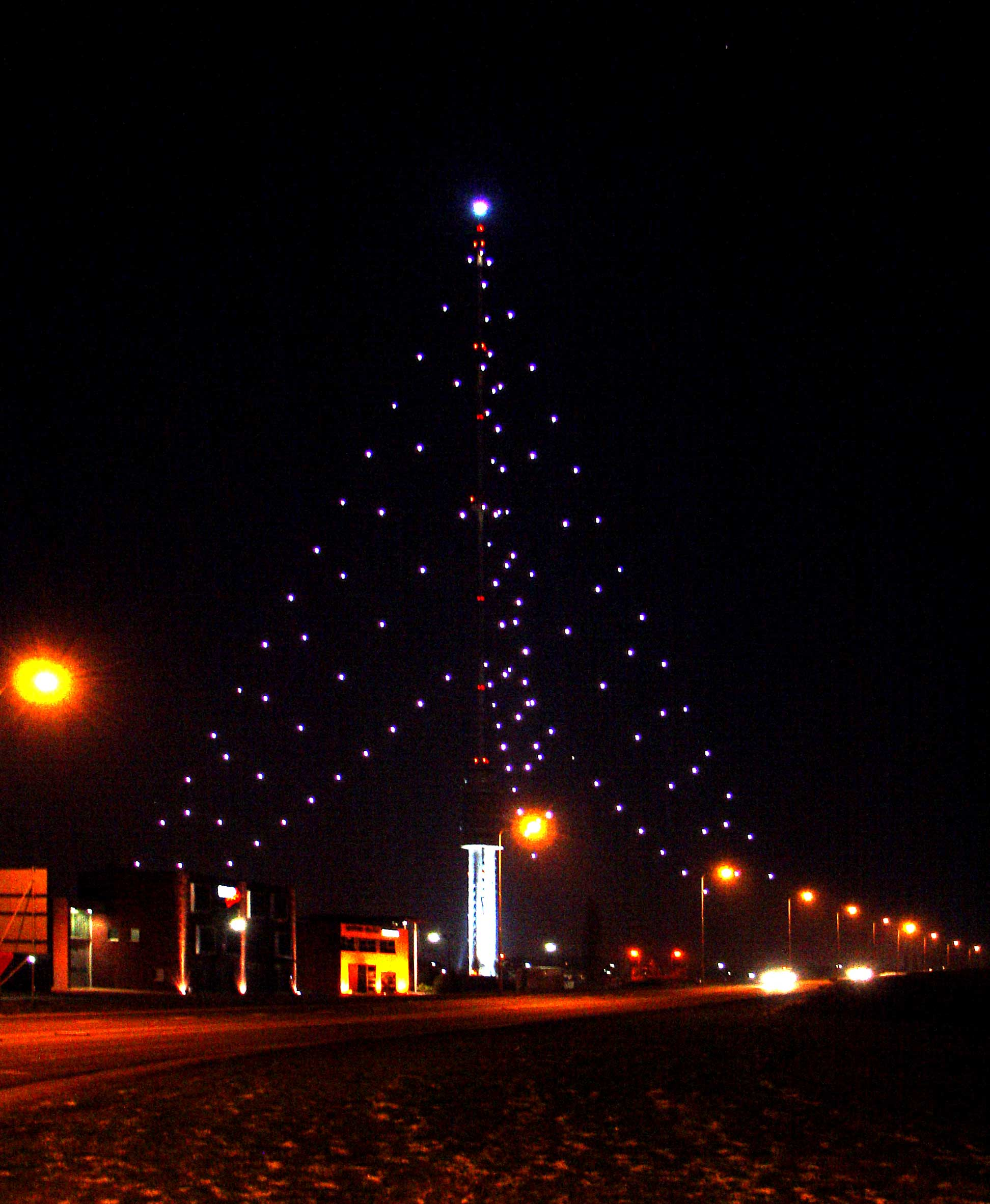
De Gerbrandytoren als kerstboom in 2008

Sinds 1992 worden in de kersttijd extra tuien bevestigd en voorzien van lampen, georganiseerd door Stichting Kerstboom. De toren is goed zichtbaar vanaf de A2, de A12 en de A27. Ook in dorpen en steden rondom IJsselstein is de verlichte mast goed te zien, bij gunstige weersomstandigheden tot op ruim 30 kilometer afstand. Half november wordt begonnen met het "optuigen" van de kerstboom en hij wordt begin december door een BN-er ontstoken in IJsselstein op het Podiumterrein tijdens een speciale ontstekingsceremonie. De kerstboom blijft vanaf dat moment branden tot en met 6 januari(Driekoningen). De toren is, na de kerstboom die wordt gemaakt door de inwoners van het Umbrische plaatsje Gubbio, de grootste ter wereld.
De kerstboom van IJsselstein bleef achterwege in 1995 (defect aan tuidraden), 1999 en 2001 (te hoge kosten), 2002 (werkzaamheden aan de toren), 2006 (probleem met organisatie), 2011(herstelwerkzaamheden na brand) en 2017 (blikseminslag). In 2011 bleef de kerstboom in de traditionele vormgeving achterwege wegens herstelwerkzaamheden aan de eerder door brand getroffen antenne-installatie. Wel werd boven op de toren de "piek" geplaatst (net als in andere jaren in de vorm van een felle witte lamp) en er zijn aan de voeten van de tuidraden zoeklichten geplaatst die naar de top gericht zijn. Hiermee is getracht toch een soort kerstboom te creëren, maar het effect was minder spectaculair dan in de voorgaande jaren. De jaren erna was de toren weer verlicht op de inmiddels traditionele wijze.
In 2015 werd de verlichting vervangen door 120 ledlampen. Ook is een nieuw ophangsysteem aangelegd, waarmee de transport-, montage- en demontagekosten met 40 procent teruggebracht zijn. In 2016 werden ook nog lichtshows gegeven, waarbij de lichtjes van de boom "dansten" op kersthits die op Sky Radio te horen waren.
In 2017 werd de toren anderhalve dag voor de geplande ontsteking getroffen door een blikseminslag. Als gevolg daarvan kon driekwart van de lampjes niet branden en dat kon niet meer bijtijds hersteld worden. Daarom werden, net als in 2011, zoeklichten geplaatst aan de voeten van de tuidraden.
In 2020 en 2021 brandde ondanks de coronapandemie die in 2020 uitbrak en Nederland voor de tweede en derde keer stillegde (de eerste keer was van maart t/m mei 2020) rond Kerstmis de kerstboom toch. Er was deze jaren geen ceremonie rond de ontsteking. In plaats daarvan werd in 2020 de kerstboom ontstoken in een rechtstreekse uitzending op RTV Utrecht en werd in 2021 de ontsteking live gestreamd via de site van de Grootste Kerstboom. In en rond de kerstboom werden deze jaren camera's geplaatst, zodat de kerstboom live gestreamd kon worden via de site van de Grootste Kerstboom. Hiervoor werd samengewerkt met de Stichting Hobbyscoop. Op deze manier konden de mensen de kerstboom en de ontsteking ervan deze jaren thuis bekijken. Hiermee vormde de kerstboom tevens een lichtpuntje tijdens de voor iedereen zware lockdowns waarin het moeilijk was om samen Kerstmis te vieren. Ook in de jaren erna keert deze livestream terug, zodat de kerstboom jaarlijks online is te zien voor de mensen die de kerstboom niet live kunnen zien. Op 6 en 7 december  2022 brandde de piek van de Grootste Kerstboom voor het goede doel van de 3FM-actie Serious Request, de stichting Het Vergeten Kind. Dit vormde de kick-off van deze actie

## Brand
Op 15 juli 2011 was er een kleine brand in de toren. De brandweer hoefde niet te blussen. Later die dag ontstond er een grotere brand in de televisietoren Smilde, waarbij de stalen mast aldaar instortte. Uit voorzorg werden daarna de radiozenders van Broadcast Partners in de Gerbrandytoren tijdelijk uitgeschakeld, waardoor de ontvangst van FM-radio in grote delen van Nederland wegviel. De FM-zenders van KPN, zoals Sky Radio en Radio Veronica, maar ook Digitenne bleven wel operationeel. De FM-zender van Radio M is slechts korte tijd uit de lucht geweest. De brand in IJsselstein is mogelijk veroorzaakt door kortsluiting als gevolg van water in de antennekabels. Op 11 april 2012 was de zendmast weer volledig operationeel.

## Monumentale waardering
De toren, gebouwd in functionalistische stijl is sinds 2017 een rijksmonument. In 2013 had de minister van Onderwijs, Cultuur en Wetenschap bekendgemaakt dat de toren samen met 89 andere werken uit de late wederopbouwperiode zou worden voorgedragen voor deze status, in het kader van het Beschermingsprogramma Wederopbouw 1959-1965.

## Media
- Polygoonjournaal uit 1960 over "de nieuwe radiomast in Lopik" (01:22)
- Polygoonjournaal uit 1966 over het schilderen van de tuikabels van de toren (01:33)
- Polygoonjournaal uit 1973 over een schilderbeurt van de toren (01:16)